# Markus Keck
Markus Keck (* 26. Februar 1967; † 26. August 1996) war ein deutscher Badmintonspieler. In der Altersklasse U22 erntete er 1987 seine ersten Lorbeeren für seinen Heimatverein, den SV Fortuna Regensburg. 1990 wurde er erstmals Meister bei den Erwachsenen. Im selben Jahr gewann er auch den Mannschaftstitel mit Regensburg. Fünf Silber- und drei Bronzemedaillen sowie die Berufung in die Nationalmannschaft folgten bis 1994.
Markus Keck starb 29-jährig 1996 an den Folgen eines Krebsleidens. Seine Familie stiftete in Erinnerung an ihn den Markus-Keck-Gedächtnispokal, welcher an Sportler vergeben wird, die nicht nur durch sportliche Leistungen, sondern auch durch ihre menschlichen Eigenschaften auffallen.

## Erfolge
| Veranstaltung                     | Saison    | Disziplin    | Platz | Name |
| --------------------------------- | --------- | ------------ | ----- | --- |
| Deutsche Einzelmeisterschaft U22  | 1986/1987 | Herrendoppel | 2     | Markus Keck (SV Fortuna Regensburg) / Christian Diekmann (Eintracht Bielefeld)                                                                 |
| Deutsche Einzelmeisterschaft U22  | 1987/1988 | Herreneinzel | 2     | Markus Keck (SV Fortuna Regensburg) |
| Deutsche Einzelmeisterschaft U22  | 1987/1988 | Mixed        | 1     | Markus Keck / Anne-Katrin Seid (SV Fortuna Regensburg / SV Fortuna Regensburg)                                                                 |
| Deutsche Einzelmeisterschaft      | 1988/1989 | Mixed        | 2     | Markus Keck / Anne-Katrin Seid (Fortuna Regensburg / SSV Ulm)                                                                                  |
| Deutsche Einzelmeisterschaft      | 1988/1989 | Herrendoppel | 3     | Robert Neumann / Markus Keck (FC Langenfeld / Fortuna Regensburg)                                                                              |
| Deutsche Einzelmeisterschaft U22  | 1988/1989 | Herreneinzel | 2     | Markus Keck (SV Fortuna Regensburg) |
| Deutsche Einzelmeisterschaft U22  | 1988/1989 | Mixed        | 1     | Markus Keck / Anne-Katrin Seid (SV Fortuna Regensburg)                                                                                         |
| Deutsche Einzelmeisterschaft U22  | 1988/1989 | Herrendoppel | 1     | Markus Keck / Robert Neumann (SV Fortuna Regensburg / FC Langenfeld)                                                                           |
| Deutsche Einzelmeisterschaft      | 1989/1990 | Herrendoppel | 1     | Markus Keck / Stephan Kuhl (SV Fortuna Regensburg / FC Langenfeld)                                                                             |
| Deutsche Mannschaftsmeisterschaft | 1989/1990 | Mannschaft   | 1     | SV Fortuna Regensburg (Markus Keck / Gerhard Treitinger / Michael Keck / Michael Deuerling / Anne-Katrin Seid / Elke Drews / Birgit Schilling) |
| Deutsche Einzelmeisterschaft      | 1989/1990 | Herreneinzel | 2     | Markus Keck (Fortuna Regensburg) |
| Deutsche Einzelmeisterschaft      | 1990/1991 | Herreneinzel | 3     | Markus Keck (Fortuna Regensburg) |
| Deutsche Hochschulmeisterschaft   | 1990/1991 | Herrendoppel | 1     | Markus Keck / Jürgen Schmitz (FH Nürnberg / Uni Ulm)                                                                                           |
| Deutsche Einzelmeisterschaft      | 1990/1991 | Mixed        | 2     | Markus Keck / Katrin Schmidt (Fortuna Regensburg / TuS Wiebelskirchen)                                                                         |
| Bulgarian International           | 1991      | Herrendoppel | 1     | Markus Keck / Michael Helber |
| Deutsche Einzelmeisterschaft      | 1991/1992 | Herreneinzel | 2     | Markus Keck (Fortuna Regensburg) |
| Deutsche Einzelmeisterschaft      | 1991/1992 | Herrendoppel | 2     | Markus Keck / Michael Helber (Fortuna Regensburg / TuS Wiebelskirchen)                                                                         |
| Deutsche Einzelmeisterschaft      | 1992/1993 | Herrendoppel | 2     | Markus Keck / Michael Helber (Fortuna Regensburg)                                                                                              |
| Deutsche Einzelmeisterschaft      | 1993/1994 | Herreneinzel | 3     | Markus Keck (Fortuna Regensburg) |
| Deutsche Einzelmeisterschaft      | 1993/1994 | Herrendoppel | 3     | Markus Keck / Michael Helber (Fortuna Regensburg)                                                                                              |